# فريدريش هارمز
فريدريش هارمز (بالألمانية: Friedrich Harms)‏ هو أستاذ جامعي وفيلسوف ألماني، ولد في 24 أكتوبر 1819 في كيل في ألمانيا، وتوفي في 5 أبريل 1880 في برلين في ألمانيا.